# جورج بي. سايتس
جورج بي. سايتس (بالإنجليزية: George B. Seitz)‏ هو كاتب مسرحي وكاتب سيناريو ومخرج وممثل أمريكي، ولد في 3 يناير 1888 ببوسطن في الولايات المتحدة، وتوفي في 8 يوليو 1944 بهوليوود في الولايات المتحدة.

## أعمال

### أفلام
- (1935) سيدة لطيفة
- (1936) آخر سلالة الموهيكيين

## وصلات خارجية
- جورج بي. سايتس على موقع IMDb (الإنجليزية)
- جورج بي. سايتس على موقع ألو سيني (الفرنسية)
- جورج بي. سايتس على موقع أول موفي (الإنجليزية)
- جورج بي. سايتس على موقع قاعدة بيانات الأفلام السويدية (السويدية)
- جورج بي. سايتس على موقع إن إن دي بي (الإنجليزية)
- جورج بي. سايتس على موقع قاعدة بيانات الفيلم (الإنجليزية)
- جورج بي. سايتس على موقع كينوبويسك (الروسية)